# Batillaria attramentaria
Batillaria attramentaria, tên tiếng Anh: Japanese false cerith, là một loài ốc biển, là động vật thân mềm chân bụng sống ở biển thuộc họ Batillariidae.